# Unione Liberale (Germania)

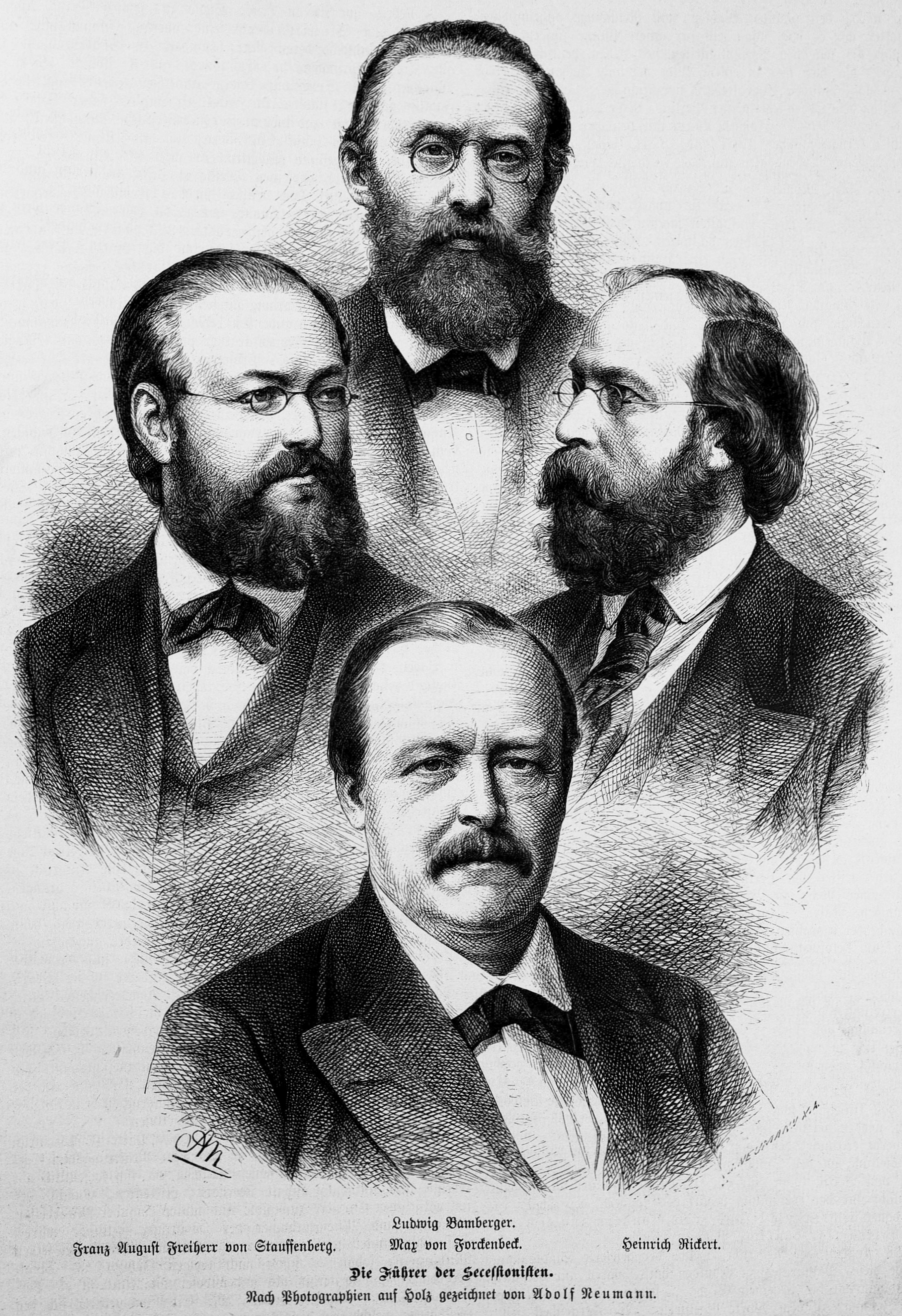
I leader dei secessionisti (da: Die Gartenlaube 1880), in alto: Ludwig Bamberger, a sinistra: Franz August Schenk von Stauffenberg, a destra: Heinrich Rickert, in basso: Max von Forckenbeck

L'Unione Liberale (a volte indicata come la Secessione) fu un partito liberale che operò nell'Impero di Germania dal 1880, quando nacque dalla scissione dell’ala sinistra del Partito Nazionale Liberale, al 1884, quando si fuse con il Partito Progressista di Germania costituendo il Partito Liberale Tedesco. In seguito, l'Associazione Liberale fondata nel 1893 continuò la sua tradizione.

## Secessione dal Partito Nazionale Liberale
Il gruppo parlamentare nazionale liberale ai suoi inizi fu caratterizzato da un insieme variegato di punti di vista e di interessi dei suoi membri. Serbatoi per i liberali si crearono nelle province prussiane e nei territori meridionali dell'Impero, questi erano costituiti sia da "liberali di Manchester“ e sia da liberali con tendenze "protezioniste“. Nel 1875 Friedrich Kapp, membro del Comitato elettorale centrale del Partito Nazionale Liberale, affermò criticamente che “il partito Nazionale Liberale [è] [...] un tale miscuglio delle più diverse aspirazioni, opinioni ed obiettivi che dovrà andare in pezzi”. In questo contesto, avvenne un graduale processo di alienazione tra l’ala sinistra, relativamente ben collegata a Eduard Lasker, Max von Forckenbeck e Ludwig Bamberger, e l’ala destra in crescita a livello parlamentare, ma priva di un leader centrale.
Gli appartenenti all’ala sinistra giunsero alla conclusione che la direzione del partito, sotto Rudolf von Bennigsen e Johannes Miquel, aveva condotto i Nazional-liberali a legarsi troppo alla politica del cancelliere Otto von Bismarck. Le prime differenze di opinione all'interno del partito divennero evidenti nel corso della discussione sulle leggi antisocialiste nel corso del 1878. Le differenze si accentuarono quando l’ala sinistra limitò le leggi della Kulturkampfs contro la Chiesa cattolica e volle approvare il bilancio militare solo per una legislatura e non nella forma di Septennats, per sette anni. Questi problemi portarono, in ultima analisi, a una direzione del partito orientata più a destra ed al sostegno alla politica protezionista che condusse alla scissione del partito Nazionale Liberale ed alla fondazione dell'Unione Liberale. Il nuovo partito si costituì, dunque, soprattutto sulla sinistra-liberale.
Decisiva per la scelta della "secessione" dell’Unione Liberale fu la convinzione che con un continuo supporto alla politica conservatrice di Bismarck, come stavano facendo i nazionali-liberali dal 1878, i basilari principi liberali sarebbero stati violati o addirittura sacrificati. Pertanto i secessionisti chiesero un ritorno al libero scambio. Sul fronte interno cercarono di contrastare le intenzioni di Bismarck per una graduale parlamentarizzazione del sistema costituzionale nel senso di effettiva separazione dei poteri e per sostenere il rispetto della sovranità statale sulla Chiesa. Con queste richieste i secessionisti, cresciuti nell’avversione alla “rivoluzione conservatrice" del 1878-1879 compiuta dai Nazionali Liberali come parte della "vittoria riportata da Bismarck con l’aiuto degli Junkers, dei sacerdoti e degli ultramontani, in breve su tutti i nemici del Reich", crebbero nel breve periodo, ma non nel lungo termine.

## Organizzazione dei Secessionisti
L'Unione Liberale fu un classico partito dei dignitari e quindi mal preparato per l’inizio dell'era della politicizzazione di massa. Il partito si compose principalmente dai membri del gruppo del Reichstag, da alcuni Notabili della Capitale e da confidenti personali nelle Circoscrizioni. Il numero di organizzazioni locali secessioniste rimase relativamente basso, circa 50 nel 1884 sull'intero territorio del Reich. Queste si costituirono principalmente nelle grandi città commerciali e marinare della Germania settentrionale e orientale. Dal punto di vista sociologico, i secessionisti appartennero tutti all’alta borghesia. I suoi strati principali comprendevano in particolare gli ambienti economici ed educativi liberali, mentre la sua importanza nella piccola borghesia e nella classe operaia era piuttosto limitata, in quanto questi ceti erano generalmente favorevoli a tariffe protettive. Come ha analizzato Nipperdey, dato che le classi medio-alte che sostenevano il partito non erano in gran parte disposte ad organizzarsi, "gli ufficiali sono rimasti senza ufficiali senza commissione e quindi spesso senza equipaggio". Ciononostante, il nuovo partito apparve avere avuto successo in un primo momento, visto che dopo le elezioni del Reichstag del 1881 aveva ottenuto 46 membri del Reichstag, tanti quanti ne ottennero i Nazional Liberali.
Nel breve tempo trascorso dalla sua fondazione, l'Unione Liberale sviluppò solo strategie per le istituzioni centrali. In primo luogo, fu istituito un comitato esecutivo di cinque membri, composto da: Heinrich Rickert e Gustav Lipke, nonché dai non parlamentari Friedrich Kapp,  Albert Gröning e Theodor Wilhelm Lesse. Questo comitato istituì un ufficio per gli affari elettorali, avviò la pubblicazione di un opuscolo per corrispondenza e raccolse i fondi necessari. Poco dopo, fu fondata un'Associazione liberale elettorale come organizzazione per i sostenitori nel Paese, che affiancava la rappresentanza parlamentare. Ad esempio l'organizzazione dei principali deputati e notabili di Berlino insieme agli iscritti, alcuni dei quali organizzati nell'associazione elettorale, organizzò conferenze di partito alle quali furono invitati i più importanti cittadini delle circoscrizioni. Secondo Nipperdey, il congresso del partito non era tanto un'istituzione quanto una discussione con gli "amici del paese". In sostanza, essa legittimava le decisioni dei leader dei gruppi politici, come avvenne nel 1882 qiando venne adottata una dichiarazione programmatica in blocco, e istituiva un comitato di gestione per sviluppare ulteriormente la struttura organizzativa del partito.
L'organizzazione degli organi centrali non era chiaramente definita. In pratica, i vertici del parlamento, i membri del comitato esecutivo ed i leader dei gruppi parlamentari costituivano la dirigenza del partito, a cui si aggiungevano altre persone in singoli casi. Ad esempio, nel 1881 fu firmato un appello elettorale proposto da Ludwig Bamberger, Max von Forckenbeck, Franz von Stauffenberg e Friedrich Kapp, redatto da Heinrich Rickert e Eduard Lasker. Altre figure di spicco del partito furono Karl Baumbach, Georg von Bunsen, Theodor Mommsen, Karl Schrader, Georg von Siemens, Friedrich Witte ed il giovane Theodor Barth. Il gruppo del Reichstag disponeva di ampia autonomia, ad esempio Eduard Lasker fu quasi l’unico sostenitore della legge sull'assicurazione sanitaria approvata nel 1883.

## Collaborazione con il Partito del Progresso
Nel lungo periodo, i secessionisti cercarono di creare un nuovo partito liberale destinato a divenire una sorta di Partito Liberale britannico, che in seguito avrebbe dovuto formare un governo simile a quello dell’omologo partito del Regno Unito, probabilmente successivamente all’ascesa al potere del principe ereditario Federico. Il desiderio di riunire tutti i liberali venne già espressa nella dichiarazione scritta di dimissioni dei membri secessionisti del gruppo Nazionale Liberale del Reichstag. Questi, attenti a non chiudere la porta del ritorno nel gruppo originario, chiesero che "il partito liberale si unisca sulle questioni essenziali, per fermare le lotte confuse e estenuanti dei vari gruppi liberali". I piani per l'unificazione del partito liberale, tuttavia, alla fine fallirono quando i Nazionali Liberali sostennero inequivocabilmente la politica di Bismarck con la loro "Dichiarazione di Heidelberg" del 1884. Inoltre, la posizione economica dei secessionisti fu in antitesi a quella dei nazionali liberali. Infine anche l'idea costituzionale di liberalismo totale perse peso.
Alcuni dirigenti dell'Unione Liberale, nel frattempo, si accostarono gradualmente all'idea di fondersi con il Partito del Progresso. Questa prospettiva inizialmente trovò l'aperta opposizione di Ludwig Bamberger e Max von Forckenbeck perché temevano di perdere la posizione centrale dei secessionisti nel liberalismo tedesco e, inoltre, per il timore del rischio di sottostare alla leadership autocratica del Partito del Progresso, Eugen Richter. Anche Heinrich Rickert e Georg von Bunsen si opposero alla fusione, ma in una riunione del comitato esecutivo del gruppo parlamentare si riuscì infine a convincere le parti esitanti ad aderire alla fusione. Franz von Stauffenberg ed Eugen Richter avevano già iniziato i negoziati di fusione nel gennaio 1884, nel marzo dello stesso anno entrambi i partiti costituirono un gruppo parlamentare nel Reichstag, che comprendeva un totale di 100 membri del Parlamento, e subito dopo la fusione fu formalmente completata prima delle elezioni del Reichstag nell'ottobre 1884.
Nelle elezioni, il nuovo Partito Liberale Tedesco perse un terzo dei suoi seggi e ritornò al Reichstag con soli 64 parlamentari. I liberisti a quel punto si resero conto che il liberalismo totale in Germania poteva essere concepito come un fattore politico decisivo solo con i Nazionali Liberali. Questa soluzione tuttavia, per quanto auspicabile potesse sembrare, fallì a causa dell'orientamento politico delle varie fazioni dell'epoca: quella liberale nazionale era molto a destra, mentre i membri del Partito Liberale Tedesco si trovavano molto a sinistra. Fu così impossibile per tutti i deputati liberali riunirsi.
Bismarck riuscì così a conquistare i Nazionali Liberali per il suo governo conservatore ed a indebolire in modo deciso e sostenibile il movimento liberale nel Reichstag. Svolse quindi un ruolo decisivo nel prevenire un governo liberale nell’Impero tedesco ed allo stesso tempo nell'indebolire decisamente l'opposizione liberale nel parlamento.